# 2016년 하계 올림픽 육상
제31회 하계 올림픽 육상 경기는 브라질 리우데자네이루 주앙 아벨란제 올림픽 스타디움에서 8월 12일부터 21일까지 열린다. 남녀 트랙 경기 24개 종목, 필드 경기 16개 종목, 트랙과 필드 복합 경기인 여자 7종 경기와 남자 10종 경기, 도로 경기 5개 종목 등 총 47개 종목이 진행된다.

## 세부 종목
| - 트랙 경기 (24개 종목) - 여자 100m - 여자 200m - 여자 400m - 여자 800m - 여자 1500m - 여자 5000m - 여자 1만m - 여자 100m 허들 - 여자 400m 허들 - 여자 400m 계주 - 여자 1600m 계주 - 여자 3000m 장애물 - 남자 100m - 남자 200m - 남자 400m - 남자 800m - 남자 1500m - 남자 5000m - 남자 1만m - 남자 110m 허들 - 남자 400m 허들 - 남자 400m 계주 - 남자 1600m 계주 - 남자 3000m 장애물 | - 필드 경기 (16개 종목) - 여자 멀리뛰기 - 여자 세단뛰기 - 여자 높이뛰기 - 여자 장대높이뛰기 - 여자 포환던지기 - 여자 원반던지기 - 여자 해머던지기 - 여자 창던지기 - 남자 멀리뛰기 - 남자 세단뛰기 - 남자 높이뛰기 - 남자 장대높이뛰기 - 남자 포환던지기 - 남자 원반던지기 - 남자 해머던지기 - 남자 창던지기 - 필드·트랙 복합 경기 (2개 종목) - 여자 7종 경기 - 남자 10종 경기 | - 도로 경기 (5개 종목) - 여자 마라톤 - 여자 20km 경보 - 남자 마라톤 - 남자 20km 경보 - 남자 50km 경보 |

## 결승 경기 일정과 기록
아래는 육상 47개 종목의 결승 경기 일정과 1-3위 메달리스트의 기록이다.(여자 7종 경기, 남자 10종 경기는 마지막 경기 일정)
| 8월12일 오전 11시10분 | 여자 | 10,000m       | 알마즈 아야나 에티오피아                                             | 29:17.45 | 비비안 체루이요트 케냐                                                                       | 29:32.53 · | 티루네시 디바바 에티오피아                                            | 29:42.56  |
| 8월12일 오후 2시30분  | 남자 | 20km 경보     | 왕전 중국                                                            | 1:19:14  | 차이쩌린 중국                                                                                | 1:19:26    | 데인 버드-스미스 오스트레일리아                                       | 1:19:37   |
| 8월12일 오후 10시     | 여자 | 포환던지기    | 미셸 카터 미국                                                       | 20.63m · | 밸러리 애덤스 뉴질랜드                                                                       | 20.42m     | 아니타 마르톤 헝가리                                                  | 19.87m ·  |
| 8월13일 오전 10시50분 | 남자 | 원반던지기    | 크리스토프 하르팅 독일                                               | 68.37m   | 피오트르 마와호프스키 폴란드                                                                 | 67.55m     | 다니엘 야진스키 독일                                                  | 67.05m    |
| 8월13일 오후 8시50분  | 남자 | 멀리뛰기      | 제프 헨더슨 미국                                                     | 8.38m    | 루보 마니온가 남아프리카 공화국                                                              | 8.37m      | 그렉 러더포드 영국                                                    | 8.29m     |
| 8월13일 오후 9시25분  | 남자 | 10,000m       | 모 패러 영국                                                         | 27:05.17 | 폴 타누이 케냐                                                                               | 27:05.64   | 타미라트 톨라 에티오피아                                              | 27:06.26  |
| 8월13일 오후 10시35분 | 여자 | 100m          | 일레인 톰슨 자메이카                                                 | 10.71    | 토리 보위 미국                                                                               | 10.83      | 셸리앤 프레이저프라이스 자메이카                                      | 10.86     |
| 8월13일 오후 10시53분 | 여자 | 7종 경기      | 나피사투 티암 벨기에                                                 | 6810점   | 제시카 에니스 영국                                                                           | 6775점     | 브리앤 테이센 이튼 캐나다                                             | 6653점    |
| 8월14일 오전 9시30분  | 여자 | 마라톤        | 제미마 숨공 케냐                                                     | 2:24.04  | 유니스 젭키루이 키르와 바레인                                                                | 2:24.13    | 메어 디바바 에티오피아                                                | 2:24.30   |
| 8월14일 오후 8시55분  | 여자 | 세단뛰기      | 케더린 이바구엔 콜롬비아                                             | 15.17m   | 울리마 로하스 베네수엘라                                                                     | 14.98m     | 올가 리파코바 카자흐스탄                                              | 14.74m    |
| 8월14일 오후 10시     | 남자 | 400m          | 웨이드 판 니케르크 남아프리카 공화국                                 | 43.03    | 키라니 제임스 그레나다                                                                       | 43.76      | 라숀 메릿 미국                                                        | 43.85     |
| 8월14일 오후 10시25분 | 남자 | 100m          | 우사인 볼트 자메이카                                                 | 9.81     | 저스틴 게이틀린 미국                                                                         | 9.89       | 앙드레 드 그라세 캐나다                                               | 9.91      |
| 8월15일 오전 10시40분 | 여자 | 해머던지기    | 아니타 브워다르치크 폴란드                                           | 82.29m   | 장원수이 중국                                                                                | 76.75 m    | 소피 힛촌 영국                                                        | 74.54 m · |
| 8월15일 오전 11시15분 | 여자 | 3,000m 장애물 | 루스 제벳 바레인                                                     | 8:59.75  | 히빈 잽케모이 케냐                                                                           | 9:07.12    | 엠마 코번 미국                                                        | 9:07.63   |
| 8월15일 오후 8시30분  | 남자 | 장대높이뛰기  | 티아구 브라스 다 시우바 브라질                                       | 6.03m ·  | 르노 라빌레니 프랑스                                                                         | 5.98m      | 샘 켄드릭스 미국                                                      | 5.85m     |
| 8월15일 오후 10시25분 | 남자 | 800m          | 데이비드 루디샤 케냐                                                 | 1:42.15  | 타우피크 마크루피 알제리                                                                     | 1:42.61 ·  | 클레이턴 머피 미국                                                    | 1:42.85   |
| 8월15일 오후 10시45분 | 여자 | 400m          | 샤우네 밀러 바하마                                                   | 49.44    | 앨리슨 펠릭스 미국                                                                           | 49.51      | 셰리카 잭슨 · 자메이카                                                | 49.85     |
| 8월16일 오전 9시50분  | 남자 | 세단뛰기      | 크리스천 테일러 미국                                                 | 17.86m   | 윌 클레이 미국                                                                               | 17.76m     | 둥빈 중국                                                             | 17.58m    |
| 8월16일 오전 11시20분 | 여자 | 원반던지기    | 산드라 페르코비치 크로아티아                                         | 69.21m   | 멜리나 로베르 미숑 프랑스                                                                    | 66.73m     | 데니아 카바예로 쿠바                                                  | 65.34m    |
| 8월16일 오후 8시30분  | 남자 | 높이뛰기      | 데릭 드루인 캐나다                                                   | 2.38m    | 무타즈 이사 바르심 카타르                                                                    | 2.36m      | 보단 본다렌코 우크라이나                                              | 2.33m     |
| 8월16일 오후 10시30분 | 여자 | 1,500m        | 페이스 체픈게티 키피에곤 케냐                                        | 4:08.92  | 젠제베 디바바 에티오피아                                                                     | 4:01.27    | 제니퍼 베링거 심슨 미국                                               | 4:10.53   |
| 8월16일 오후 10시45분 | 남자 | 110m 허들     | 오마르 머클라우드 자메이카                                           | 13.05    | 오를란도 오르테가 스페인                                                                     | 13.17      | 디미트리 바스코우 프랑스                                              | 13.24     |
| 8월17일 오전 11시50분 | 남자 | 3,000m 장애물 | 콘세슬러스 키프루토 케냐                                             | 8:03.28  | 에번 재거 미국                                                                               | 8:04.28    | 마히딘 메키시 프랑스                                                  | 8:11.52   |
| 8월17일 오후 9시15분  | 여자 | 멀리뛰기      | 티애나 바털레타 미국                                                 | 7.17m    | 브리트니 리스 미국                                                                           | 7.15 m     | 이바나 스파노비치 세르비아                                            | 7.08 m    |
| 8월17일 오후 10시30분 | 여자 | 200m          | 일레인 톰슨 자메이카                                                 | 21.78    | 다프너 스히퍼르스 네덜란드                                                                   | 21.88      | 토리 보위 미국                                                        | 22.15     |
| 8월17일 오후 10시55분 | 여자 | 100m 허들     | 브리애나 랄린스 미국                                                 | 2.48     | 니아 알리 미국                                                                               | 12.59      | 크리스티 캐슬린 미국                                                  | 12.61     |
| 8월18일 낮 12시       | 남자 | 400m 허들     | 케런 클레먼트 미국                                                   | 47.73    | 보니페이스 무체루 케냐                                                                       | 47.78      | 야스마니 코펠로 튀르키예                                              | 47.92     |
| 8월18일 오후 8시30분  | 남자 | 포환던지기    | 라이언 크라우저 · 미국                                               | 22.52m   | 조 코백스 · 미국                                                                             | 21.78 m    | 토머스 왈시 · 미국                                                    | 21.36 m   |
| 8월18일 오후 9시10분  | 여자 | 창던지기      | 사라 콜라크 크로아티아                                               | 66.18m   | 수네트 빌조엔 남아프리카 공화국                                                              | 64.92m     | 바르보라 슈포타코바 체코                                              | 64.80m    |
| 8월18일 오후 9시45분  | 남자 | 10종 경기     | 애슈턴 이턴 · 미국                                                   | 8,893점  | 케빈 마이어 · 프랑스                                                                         | 8,834점    | 다미안 워너 · 캐나다                                                  | 8,666점   |
| 8월18일 오후 10시15분 | 여자 | 400m 허들     | 덜릴라 무하매드 · 미국                                               | 53.13    | 사라 페테르센 · 덴마크                                                                       | 53.55      | 애슐리 스펜서 · 미국                                                  | 53.72     |
| 8월18일 오후 10시30분 | 남자 | 200m          | 우사인 볼트 · 자메이카                                               | 19.78    | 앙드레 드 그라세 · 캐나다                                                                    | 20.02      | 크리스토프 르메트르 · 프랑스                                          | 20.12     |
| 8월19일 오전 8시      | 남자 | 50km 경보     | 마테 토스 슬로바키아                                                 | 3:40.58  | 자레드 탤런트 오스트레일리아                                                                 | 3:41.16    | 아라이 히로키 일본                                                    | 3:41.24   |
| 8월19일 오후 2시30분  | 여자 | 20km 경보     | 류훙 중국                                                            | 1:28.35  | 마리아 과달루페 곤잘레스 멕시코                                                              | 1:28.37    | 루슈즈 중국                                                           | 1:28.42   |
| 8월19일 오후 8시30분  | 여자 | 장대높이뛰기  | 카테리나 스테파니디 · 그리스                                         | 4.85 m   | 샌디 모리스 · 미국                                                                           | 4.85m      | 일라이자 맥카트니 · 뉴질랜드                                          | 4.80m     |
| 8월19일 오후 9시5분   | 남자 | 해머던지기    | 딜소드 나자로브 타지키스탄                                           | 78.68m   | 이반 티칸 벨라루스                                                                           | 77.79m     | 보이체흐 노비츠키 폴란드                                              | 77.73m    |
| 8월19일 오후 9시40분  | 여자 | 5,000m        | 비비안 체루이요트 케냐                                               | 14:26.17 | 헬렌 온산도 오비리 케냐                                                                      | 14:29.77   | 알마즈 아야나 에티오피아                                              | 14:33.59  |
| 8월19일 오후 10시15분 | 여자 | 400m 계주     | 티애나 바털레타 · 앨리슨 펠릭스 · 잉글리시 가드너 · 토리 보위 · 미국 | 41.02    | 크리스티나 윌리엄스 · 일레인 톰슨 · 베로니카 캠벨브라운 · 셸리앤 프레이저프라이스 · 자메이카 | 41.36      | 아샤 필립 · 데저리 헨리 · 디나 애셔-스미스 · 데릴 리타 · 영국         | 41.77     |
| 8월19일 오후 10시35분 | 남자 | 400m 계주     | 아사파 파월 · 요한 블레이크 · 니켈 애쉬미드 · 우사인 볼트 · 자메이카 | 37.27    | 야마가타 료타 · 이즈카 쇼타 · 기류 요시히데 · 아스카 캠브리지 · 일본                         | 37.60      | 아킴 헤인즈 · 애런 브라운 · 브랜던 로드니 · 앙드레 드 그라세 · 캐나다 | 37.64     |
| 8월20일 오후 8시30분  | 여자 | 높이뛰기      | 루스 베이티아 스페인                                                 | 1.97m    | 미렐라 데미레바 불가리아                                                                     | 1.97m      | 블란카 블라시치 크로아티아                                            | 1.79m     |
| 8월20일 오후 8시55분  | 남자 | 창던지기      | 토마스 롤러 독일                                                     | 90.30m   | 줄리어스 예고 케냐                                                                           | 88.24m     | 케숀 월컷 트리니다드 토바고                                           | 85.38m    |
| 8월20일 오후 9시      | 남자 | 1,500m        | 매튜 센트로위츠 주니어 미국                                          | 3:50.00  | 타오피크 마크로비 알제리                                                                     | 3:50.11    | 닉 윌리스 뉴질랜드                                                    | 3:50.24   |
| 8월20일 오후 9시15분  | 여자 | 800m          | 캐스터 세메냐 남아프리카 공화국                                      | 1:55.28  | 프렌센 니욘사바 부룬디                                                                       | 1:56.49    | 마거릿 왐부이 케냐                                                    | 1:56.89   |
| 8월20일 오후 9시30분  | 남자 | 5,000m        | 모 패러 영국                                                         | 13:03.30 | 폴 킵케모이 첼리모 미국                                                                      | 13:03.90   | 하고스 게브르히웨트 에티오피아                                        | 13:04.35  |
| 8월20일 오후 10시     | 여자 | 1,600m 계주   | 미국                                                                 | 3:19.06  | 자메이카                                                                                     | 3:20.34    | 영국                                                                  | 3:25.88   |
| 8월20일 오후 10시35분 | 남자 | 1,600m 계주   | 미국                                                                 | 2:57.30  | 자메이카                                                                                     | 2:58.16    | 바하마                                                                | 2:58.49   |
| 8월21일 오전 9시30분  | 남자 | 마라톤        | 일리우드 킵초게 케냐                                                 | 2:08:44  | 페이사 릴레사 에티오피아                                                                     | 2:09:54    | 게일런 루프 미국                                                      | 2:10:05   |

## 메달 집계

### 최종 순위
참고
    개최국 (브라질)
| 순위 | 국가              | 금메달 | 은메달 | 동메달 | 합계 |
| ---- | ----------------- | ------ | ------ | ------ | ---- |
| 1    | 미국              | 13     | 10     | 9      | 32   |
| 2    | 케냐              | 6      | 6      | 1      | 13   |
| 3    | 자메이카          | 6      | 3      | 2      | 11   |
| 4    | 중화인민공화국    | 2      | 2      | 2      | 6    |
| 5    | 남아프리카 공화국 | 2      | 2      | 0      | 4    |
| 6    | 영국              | 2      | 1      | 4      | 7    |
| 7    | 크로아티아        | 2      | 0      | 1      | 3    |
| 7    | 독일              | 2      | 0      | 1      | 3    |
| 9    | 에티오피아        | 1      | 2      | 5      | 8    |
| 10   | 캐나다            | 1      | 1      | 4      | 6    |
| 11   | 폴란드            | 1      | 1      | 1      | 3    |
| 12   | 바레인            | 1      | 1      | 0      | 2    |
| 12   | 스페인            | 1      | 1      | 0      | 2    |
| 14   | 바하마            | 1      | 0      | 1      | 2    |
| 15   | 벨기에            | 1      | 0      | 0      | 1    |
| 15   | 브라질            | 1      | 0      | 0      | 1    |
| 15   | 콜롬비아          | 1      | 0      | 0      | 1    |
| 15   | 그리스            | 1      | 0      | 0      | 1    |
| 15   | 슬로바키아        | 1      | 0      | 0      | 1    |
| 15   | 타지키스탄        | 1      | 0      | 0      | 1    |
| 21   | 프랑스            | 0      | 3      | 3      | 6    |
| 22   | 알제리            | 0      | 2      | 0      | 2    |
| 23   | 뉴질랜드          | 0      | 1      | 3      | 4    |
| 24   | 오스트레일리아    | 0      | 1      | 1      | 2    |
| 24   | 일본              | 0      | 1      | 1      | 2    |
| 26   | 벨라루스          | 0      | 1      | 0      | 1    |
| 26   | 불가리아          | 0      | 1      | 0      | 1    |
| 26   | 부룬디            | 0      | 1      | 0      | 1    |
| 26   | 덴마크            | 0      | 1      | 0      | 1    |
| 26   | 그레나다          | 0      | 1      | 0      | 1    |
| 26   | 멕시코            | 0      | 1      | 0      | 1    |
| 26   | 네덜란드          | 0      | 1      | 0      | 1    |
| 26   | 카타르            | 0      | 1      | 0      | 1    |
| 26   | 베네수엘라        | 0      | 1      | 0      | 1    |
| 36   | 쿠바              | 0      | 0      | 1      | 1    |
| 36   | 체코              | 0      | 0      | 1      | 1    |
| 36   | 헝가리            | 0      | 0      | 1      | 1    |
| 36   | 카자흐스탄        | 0      | 0      | 1      | 1    |
| 36   | 세르비아          | 0      | 0      | 1      | 1    |
| 36   | 트리니다드 토바고 | 0      | 0      | 1      | 1    |
| 36   | 튀르키예          | 0      | 0      | 1      | 1    |
| 36   | 우크라이나        | 0      | 0      | 1      | 1    |
| 합계 | 합계              | 47     | 47     | 47     | 141  |

### 메달리스트
| 종목              | 금메달                   | 은메달             | 동메달                  |
| ----------------- | ------------------------ | ------------------ | ----------------------- |
| 여자 100m         | 일레인 톰슨              | 토리 보위          | 셸리앤 프레이저프라이스 |
| 여자 200m         | 일레인 톰슨              | 다프너 스히퍼르스  | 토리 보위               |
| 여자 400m         | 샤우네 밀러              | 앨리슨 펠릭스      | 셰리카 잭슨             |
| 여자 800m         | 캐스터 세메냐            | 프랜신 니욘사바    | 마거릿 왐부이           |
| 여자 1,500m       | 페이스 체픈게티 키피에곤 | 젠제베 디바바      | 제니퍼 베링거 심슨      |
| 여자 5,000m       | 비비안 체루이요트        | 헬렌 온산도 오비리 | 알마즈 아야나           |
| 여자 10,000m      | 알마즈 아야나            | 비비안 체루이요트  | 티루네시 디바바         |
| 여자 100m 허들    |                          |                    |                         |
| 여자 400m 허들    |                          |                    |                         |
| 여자 400m 계주    |                          |                    |                         |
| 여자 1600m 계주   |                          |                    |                         |
| 여자 3000m 장애물 |                          |                    |                         |
| 남자 100m         | 우사인 볼트              | 저스틴 게이틀린    | 앙드레 드 그라세        |
| 남자 200m         |                          |                    |                         |
| 남자 400m         | 웨이드 반 니커크         | 키라니 제임스      | 라숀 메릿               |
| 남자 800m         |                          |                    |                         |
| 남자 1500m        |                          |                    |                         |
| 남자 5000m        |                          |                    |                         |
| 남자 1만m         | 모 패러                  | 폴 키픈케취 타누이 | 타미라트 톨라 아데라    |
| 남자 110m 허들    |                          |                    |                         |
| 남자 400m 허들    |                          |                    |                         |
| 남자 400m 계주    |                          |                    |                         |
| 남자 1600m 계주   |                          |                    |                         |
| 남자 3000m 장애물 |                          |                    |                         |
| 여자 멀리뛰기     |                          |                    |                         |
| 여자 세단뛰기     |                          |                    |                         |
| 여자 높이뛰기     |                          |                    |                         |
| 여자 장대높이뛰기 |                          |                    |                         |
| 여자 포환던지기   |                          |                    |                         |
| 여자 원반던지기   |                          |                    |                         |
| 여자 해머던지기   |                          |                    |                         |
| 여자 창던지기     |                          |                    |                         |
| 남자 멀리뛰기     |                          |                    |                         |
| 남자 세단뛰기     |                          |                    |                         |
| 남자 높이뛰기     |                          |                    |                         |
| 남자 장대높이뛰기 |                          |                    |                         |
| 남자 포환던지기   |                          |                    |                         |
| 남자 원반던지기   |                          |                    |                         |
| 남자 해머던지기   |                          |                    |                         |
| 남자 창던지기     |                          |                    |                         |
| 여자 7종 경기     |                          |                    |                         |
| 남자 10종 경기    |                          |                    |                         |
| 여자 마라톤       |                          |                    |                         |
| 남자 마라톤       |                          |                    |                         |
| 여자 20km 경보    |                          |                    |                         |
| 남자 20km 경보    |                          |                    |                         |
| 남자 50km 경보    |                          |                    |                         |

## 범례
|  | 세계 신기록                  |  |                   | 아프리카 신기록 |                      | Q | 예선 통과 |
|  | 올림픽 신기록                |  | 북아메리카 신기록 | DNS             | 경기를 시작하지 않음 |   |           |
|  |                              |  | 아시아 신기록     | DNF             | 경기를 마치지 않음   |   |           |
|  | 국가 신기록                  |  | 유럽 신기록       | DSQ             | 실격                 |   |           |
|  | 개인 최고 기록 (개인 신기록) |  | 오세아니아 신기록 | WD              | 기권                 |   |           |
|  | 시즌 최고 기록 (시즌 신기록) |  | 남아메리카 신기록 | NM              | 기록 없음            |   |           |